# Діксі Селден
Діксі Селден (англ. Dixie Selden; 1868–1935) — американська художниця.
Одна із засновників і перший президент Жіночого художнього клубу Цинциннаті. Також була однією з дочок американської революції і перебувала в соціальному реєстрі.

## Життєпис

### Юні роки
Народилася 28 лютого 1868 року в Цинциннаті. Була однією з трьох дітей у сім'ї Джона Роджера Селдена та його дружини Марти Пейтон МакМіллен. Була названа на честь американської народної пісні Діксі. Її батьки мали пращурів із північних штатів — Нью-Йорка та Коннектикуту, які брали участь у війні за незалежність США, а її батько бився за Союз під час Громадянської війни в США . Коли дівчинці виповнилося два роки, сім'я переїхала до міста Ковінгтон, штат Кентуккі. Діксі залишилася єдиною дитиною в сім'ї після смерті її брата та сестри в дитячому віці. Батьки підтримували її художні здібності, влаштувавши у будинку для неї студію. Вони взяли її з собою в дві подорожі Європою в 1878 та 1883 роках. Батьки були активними членами культурних кіл Цинциннаті та Ковінгтона, включаючи Шекспірівське суспільство.

### Навчання та кар'єра

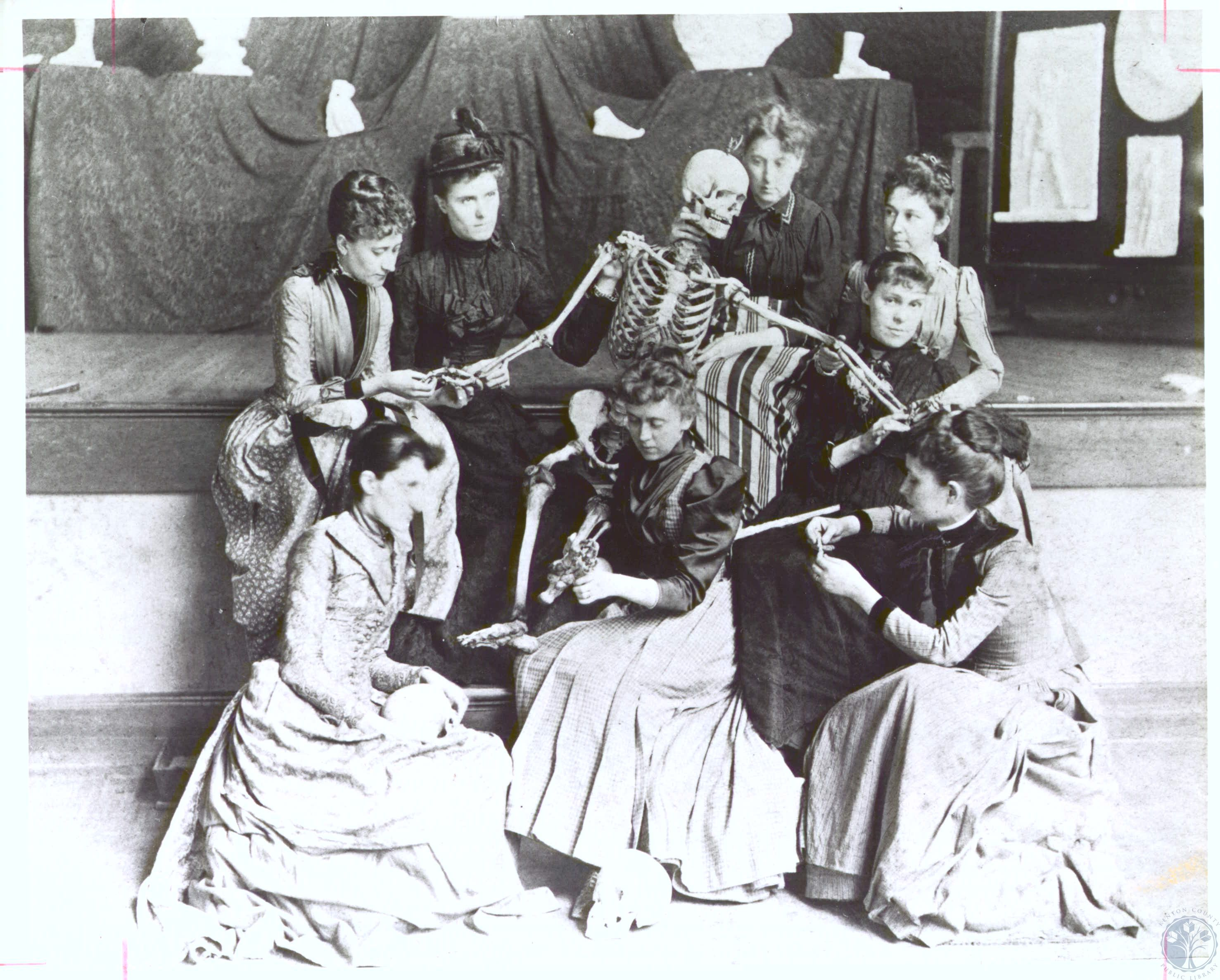
Клас Френка Дювенека: Діксі Селден у центрі нижнього ряду

Діксі Селден навчалася в Цинциннаті у школі Bartholomew's Girls' School . Потім вступила в 1884 році до McMicken School of Design (нині Художня академія Цинциннаті), де навчалася до 1912 року. Серед її вчителів були Фернан Лунгрен та Френк Дювенек . Дівчина була одним із найулюбленіших учнів Дювенека — він став її наставником, який рекомендував її для участі у виставках, де «домінували чоловіки». Художник також вплинув на художній стиль Селден.
Селден отримала призи за свої картини олією та портрети, які вона почала виставляти у Художньому клубі Ковінгтона (Covington Art Club) у 1890 році. У 1891 році Діксі виставила чотири картини в Художньому клубі Цинциннаті. Статус професійного художника одержала в 1892 році. У тому ж році художниця стала співзасновником Жіночого художнього клубу Цинциннаті, ставши його першим президентом і обиравшись пізніше ще один раз. З 1894 року працювала в Ковінгтоні ілюстратором та портретистом. Цього ж року написала картину Daughter of the Revolution (з невідомих причин у 1899 році вона припинила своє членство в організації «Дочки американської революції»). Починаючи з 1895 року, Діксі Селден проводила літо в Едгартауні, штат Массачусетсі в Бутпеї, штат Мен, а також у Франції — в Нормандії та Бретані. Деякий час навчалася у Венеції у Вільяма Мерріта Чейза і стиль її робіт значно змінився після навчання у нього. Також Селден навчалася в інших художників у Відні та Парижі, Англії — у Генрі Снелла в Сент-Айвсе. Селден разом з колегою-художницею Еммою Менденхолл багато подорожувала Сполученими Штатами Америки, Європою, Мексикою, Китаєм, Японією та Близьким Сходом, створивши також багато робіт.
Художниця досягла національного визнання, а її роботи виставлялися та отримували призи по всій території Сполучених Штатів Америки. Діксі Селден була членом Національної асоціації жінок-художників та скульпторів, Американського жіночого художнього клубу, Національного художнього клубу, Художньої ліги Південних штатів, Художньої асоціації Луїсвілля, Художнього клубу Ковінгтона та інших мистецьких спільнот.

### Особисте життя
Діксі була мініатюрною жінкою, Френк Дювенек назвав її «малятком». Вона ніколи не була одружена, тривала дружба пов'язувала її з Еммою Менденхолл із Цинциннаті. Після смерті матері в 1907 році та батька в 1908 році, Селден жила в будинку своїх батьків, а потім в інших резиденціях в Ковінгтоні, перш ніж переїхати в 1910 році в район Цинциннаті Волнат-Гіллз, де вона була внесена до соціального реєстру мешканців міста у 1918 році.
Померла від серцевого нападу 15 листопада 1935 року у власному будинку Цинциннаті на 68-му році життя. Була похована на цвинтарі Highland Cemetery в містечку Форт-Мітчелл округу Кентон, штат Кентуккі.
Меморіальна виставка художниці відбулася в Художньому музеї Цинциннаті з 5 березня по 8 квітня 1936 року. У 2003, 2006, 2007 та 2008 роках її роботи виставлялися разом з іншими міськими художниками у «Panorama of Cincinnati Art» галереї Cincinnati Art Galleries .

Деякі картини
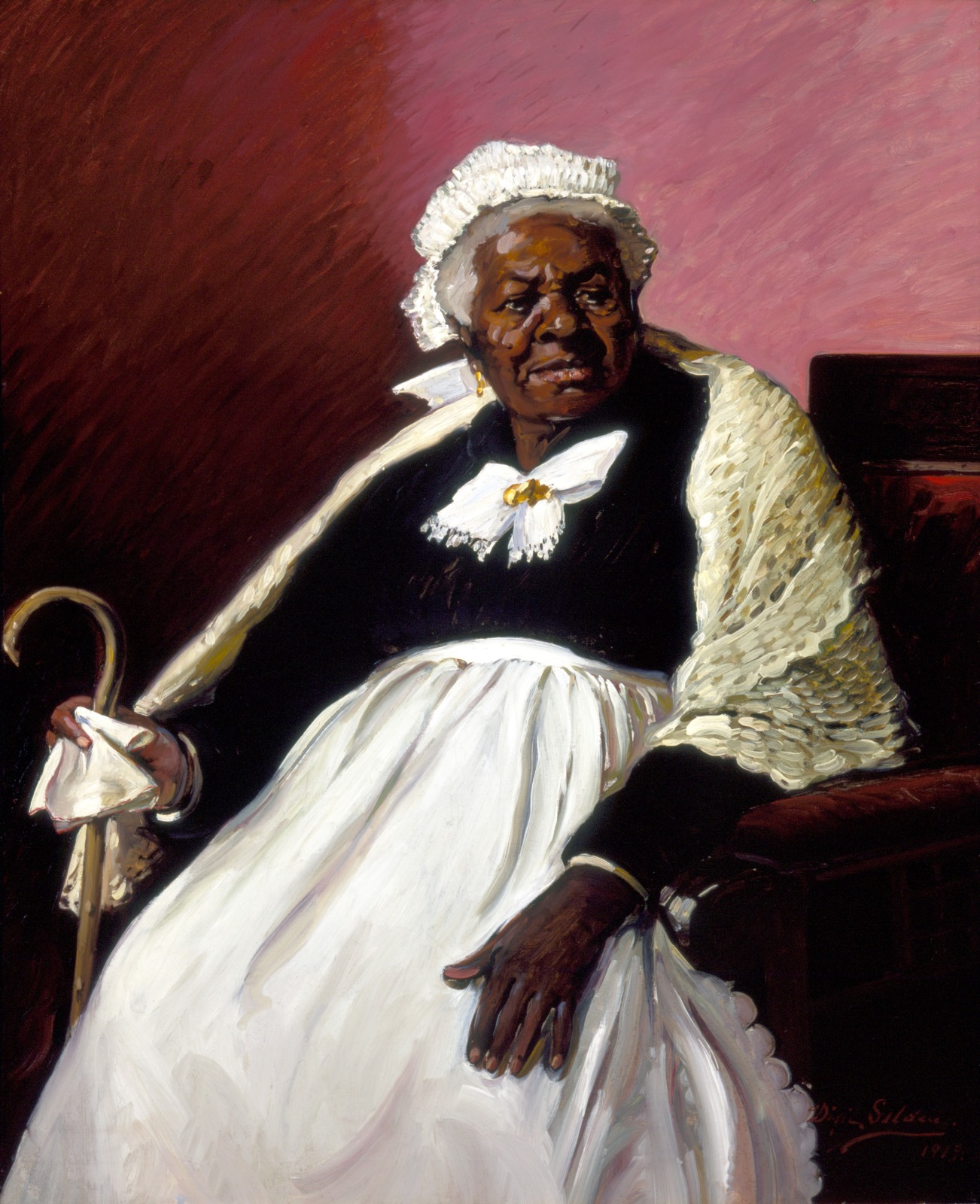
Тітка Петсі Свіні, 1919
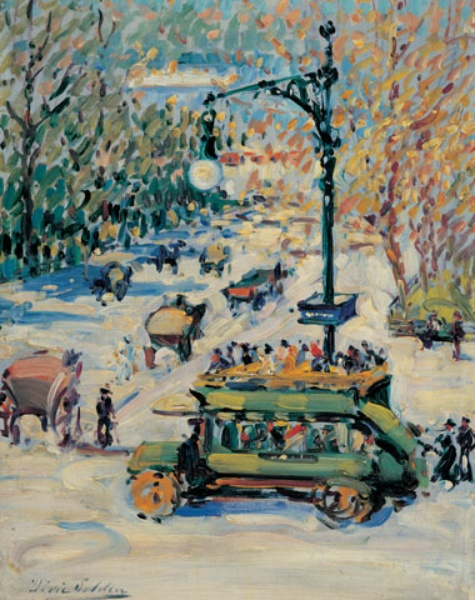
79 та Ріверсайд Драйв, 1915
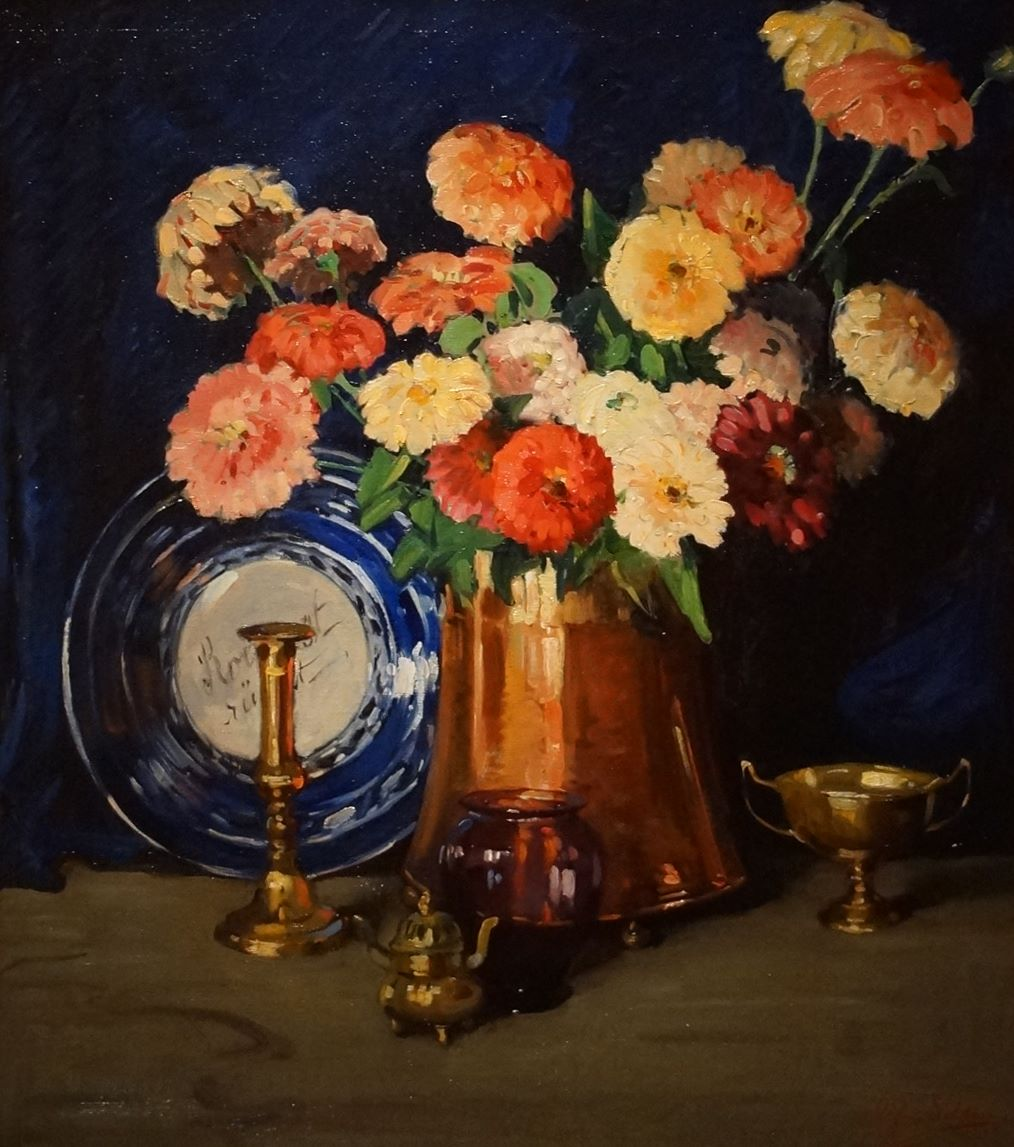
Натюрморт, бл. 1926
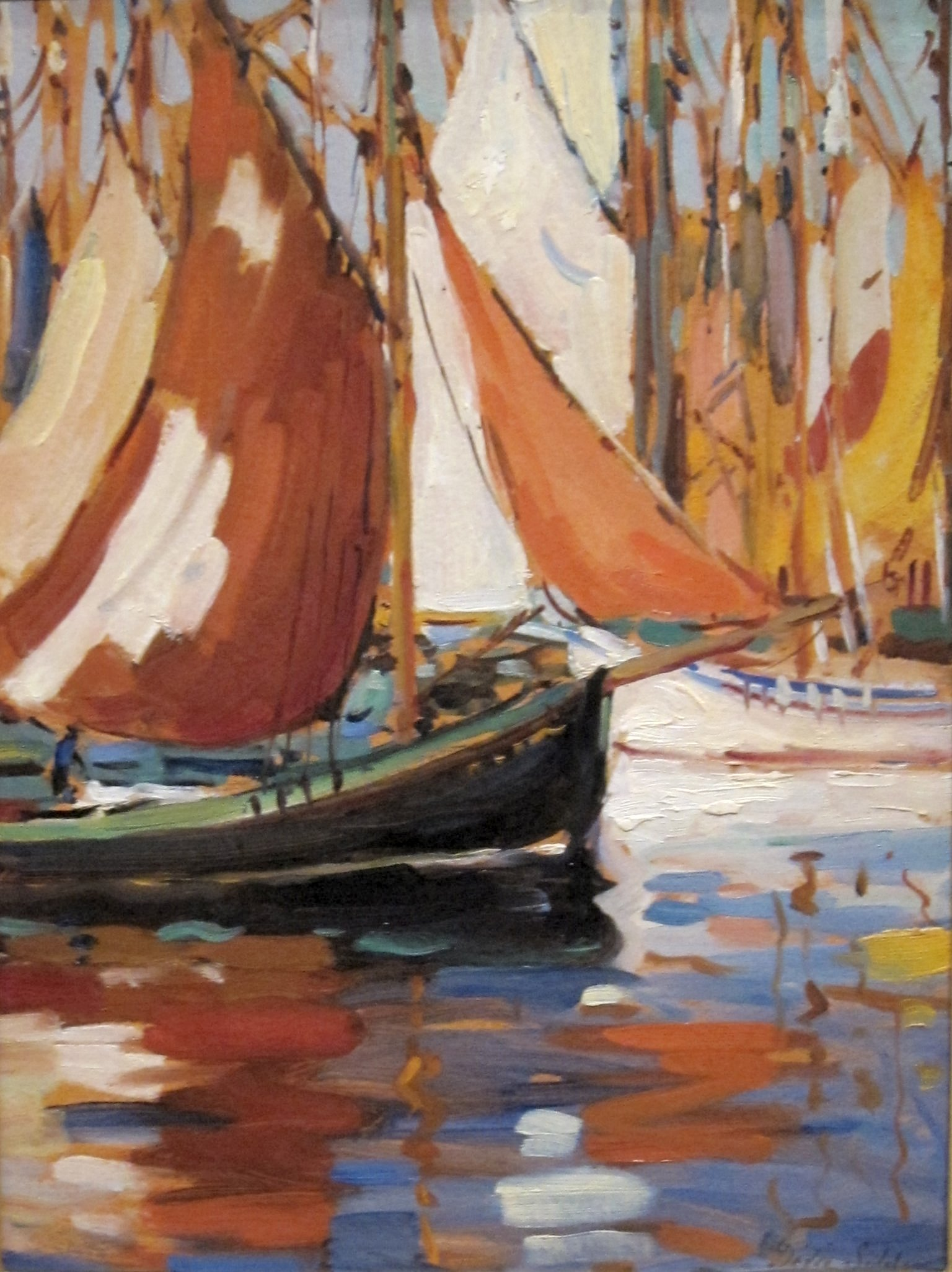
Латане вітрило, бл. 1929
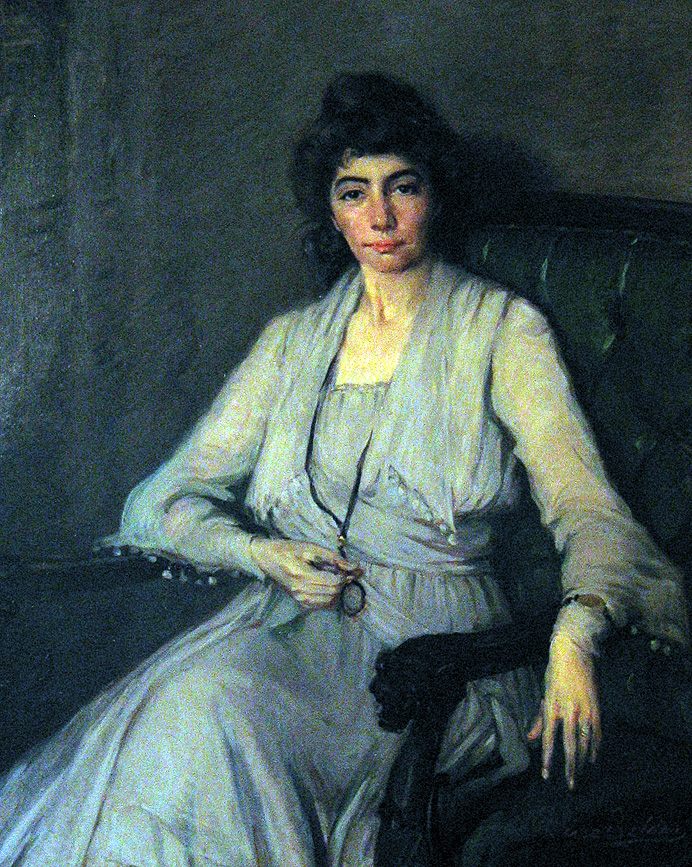
Мадлен Макдауелл Брекінрідж, 1920